# Muganza (Geita)
Muganza è una circoscrizione mista (mixed ward) della Tanzania situata nel distretto di Chato, regione di Geita. Conta una popolazione di 27 245 abitanti (censimento 2012).